# パコ・デ・ルシア
パコ・デ・ルシア（Paco de Lucía、本名Francisco Sánchez Gómez、1947年12月21日 - 2014年2月25日）は、スペインのギタリスト。フラメンコやジャズの分野で活躍。「Paco」は「Francisco」の一般的な愛称である。スペインではキリスト教の聖人の名前を子供に付けることが多く、同名が多くなり区別が困難になるため、母の名前「Lucía」（スペイン語表記、ポルトガル語ではLuzia）を付けて「ルシアおばさんのパコ」とした。

## 来歴
スペイン、アンダルシア州カディス県の港町アルヘシラスで生まれる。父や2人の兄もギターが弾け、パコもギターを習う。また、父の友人であるフラメンコ・ギタリスト、ニーニョ・リカルドやサビーカスからも影響を受けた。パコは後年、アルバム『SIROCO〜熱風』（1987年）に、「ニーニョ・リカルドに捧げる」という曲を収録している。
わずか12歳で、兄のペペ・デ・ルシアとのデュオで初レコーディングを経験。1964年から数年間、リカルド・モドレーゴまたは長兄ラモン・デ・アルヘシラスとのデュオで活動。
1967年、初のリーダー・アルバム『天才』を発表。そのテクニックは日本でも知られることになるが、パコは楽譜の読み書きができず、ホセ・トレグロサが楽譜の作成を手伝い、共作者としてもクレジットされている。
1967年、カディス県サン・フェルナンド出身のカンタオール（フラメンコにおける唄い手）であるカマロン・デ・ラ・イスラとの初の共演アルバムを発表。1992年のカマロンの死まで共演は続き、フラメンコに大きな改革をもたらした。
1973年にリリースされたアルバム『二筋の川』のセールス的成功と、収録曲「二筋の川」がスペインのヒット･チャートで第1位となったことにより、スペインのみならず広くパコの名前は知られることとなる。

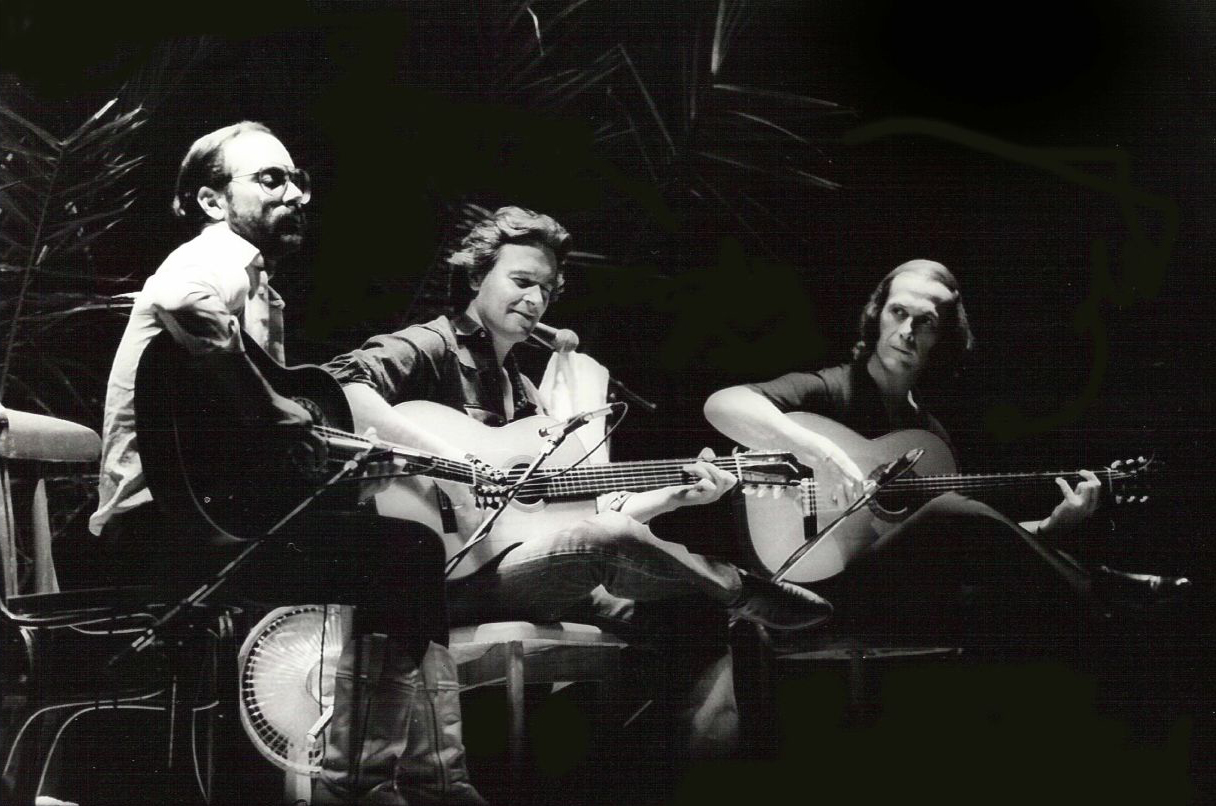
左からアル・ディ・メオラ、ジョン・マクラフリン、パコ・デ・ルシア

1977年、フラメンコの分野で活躍してきたパコに転機が訪れた。元リターン・トゥ・フォーエヴァーのフュージョン・ギタリスト、アル・ディ・メオラのアルバム『エレガント・ジプシー』に参加し、ジャズ/フュージョンのファンからも認知を得る。1979年には、ジョン・マクラフリン、ラリー・コリエルとの3人で、アコースティック・ギター3本だけのツアーを行う。その後、ラリーに代わってアルが加入し、『フライデイ・ナイト・イン・サンフランシスコ〜スーパー・ギター・トリオ・ライヴ!』（1981年）、『パッション、グレイス&ファイア〜情炎』（1983年）といったアルバムを発表。この3人は、日本ではスーパー・ギター・トリオという愛称で親しまれ、1996年には再び活動を共にしている。
1990年には、チック・コリアがゲスト参加した『シルヤブ』を発表。フラメンコの枠にとどまらぬ活躍を続けた。
2014年2月25日、滞在先のメキシコで心臓発作により死去。
2015年3月25日に開業したマドリード地下鉄の新駅が「パコ・デ・ルシア駅（es:Estación de Paco de Lucía）」と名付けられ、パコ・デ・ルシアの壁画が飾られている。
2016年12月21日、生誕69周年を記念して、Googleのホームページのロゴが「パコ・デ・ルシア」バージョンとなった（画像）。

## ディスコグラフィ

### ソロ・アルバム

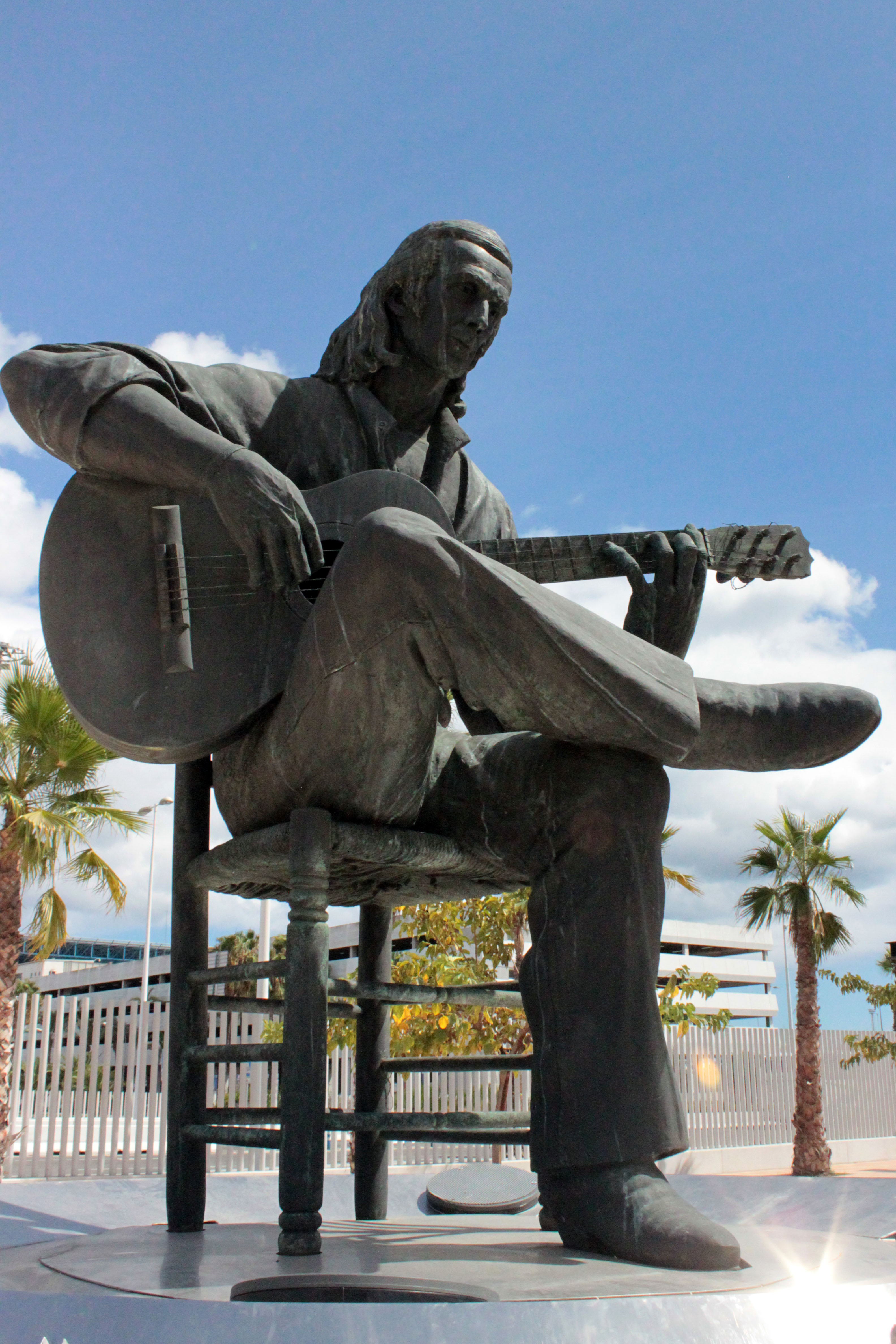
故郷アルヘシラスにあるパコ・デ・ルシアの像

- 『天才』 - La fabulosa guitarra de Paco de Lucía (1967年) ※旧邦題『フラメンコ・ギターの天才』
- 『幻想』 - Fantasía flamenca de Paco de Lucía (1969年)
- El mundo del flamenco (1971年)
- 『霊感』 - Recital de guitarra de Paco de Lucía (1971年)
- 『魂の響き』 - El duende flamenco de Paco de Lucía (1972年)
- 『二筋の川』 - Fuente y caudal (1973年)
- 『アルモライマ』 - Almoraima (1976年)
- 『炎』 - Interpreta a Manuel de Falla (1978年)
- 『道』 - Sólo quiero caminar (1981年) ※パコ・デ・ルシア・セクステットによる演奏
- 『SIROCO〜熱風』 - Siroco (1987年)
- 『シルヤブ』 - Zyryab (1990年)
- 『アランフェス協奏曲』 - Concierto de Aranjuez (1991年)
- 『ルシア』 - Luzia (1998年)
- 『コシータス・ブエナス』 - Cositas buenas (2003年)
- Canción andaluza (2014年)

### コラボレーション・アルバム
- Dos guitarras flamencas en stereo (1964年) ※with リカルド・モドレーゴ
- 12 canciones de García Lorca para guitarra (1965年) ※with リカルド・モドレーゴ
- 12 éxitos para 2 guitarras flamencas (1965年) ※with リカルド・モドレーゴ
- Canciones andaluzas para 2 guitarras (1967年) ※with ラモン・デ・アルヘシラス
- Dos guitarras flamencas en América Latina (1967年) ※with ラモン・デ・アルヘシラス
- Paco de Lucía y Ramón de Algeciras en Hispanoamérica (1969年) ※with ラモン・デ・アルヘシラス
- 12 Hits para 2 guitarras flamencas y orquesta de cuerda (1969年) ※with ラモン・デ・アルヘシラス
- 『カストロ・マリン』 - Castro Marín (1981年) ※with ラリー・コリエル、ジョン・マクラフリン
- 『パッション、グレイス&ファイア〜情炎』 - Passion, Grace and Fire (1983年) ※with アル・ディ・メオラ、ジョン・マクラフリン
- 『ザ・ギター・トリオ』 - The Guitar Trio (1996年) ※with アル・ディ・メオラ、ジョン・マクラフリン

### ライブ・アルバム
- 『ライブ』 - En vivo desde el Teatro Real (1975年)
- 『フライデイ・ナイト・イン・サンフランシスコ〜スーパー・ギター・トリオ・ライヴ!』 - Friday Night in San Francisco (1981年) ※with アル・ディ・メオラ、ジョン・マクラフリン
- 『ワン・サマー・ナイト - パコ・デ・ルシア・ライヴ』 - Live... One Summer Night (1984年) ※パコ・デ・ルシア・セクステット名義
- 『ライヴ・イン・アメリカ』 - Live in América (1993年) ※パコ・デ・ルシア・セクステット名義
- En Vivo - Conciertos Live In Spain 2010 (2012年)

### コンピレーション・アルバム
- Entre dos aguas (1975年)
- 『アントロヒーア』 - Antología (1995年)
- Integral (2003年) ※26枚組ボックスセット
- Por Descubrir (2003年)

## サウンドトラック参加映画
- 『カルメン』 - Carmen (1983年／カルロス・サウラ監督)
- 『セビジャーナス』 - Sevillanas (1991年／カルロス・サウラ監督)
- 『フラメンコ』 - Flamenco (1995年／カルロス・サウラ監督)
- 『フラメンコ・フラメンコ』 - flamenco,flemenco (2010年／カルロス・サウラ監督)